# مقاطعة أليكزاندر (إلينوي)
مقاطعة أليكزاندر (بالإنجليزية: Alexander County)‏ هي إحدى المقاطعات في ولاية إلينوي في الولايات المتحدة الأمريكية.